# Henrieke Stahl

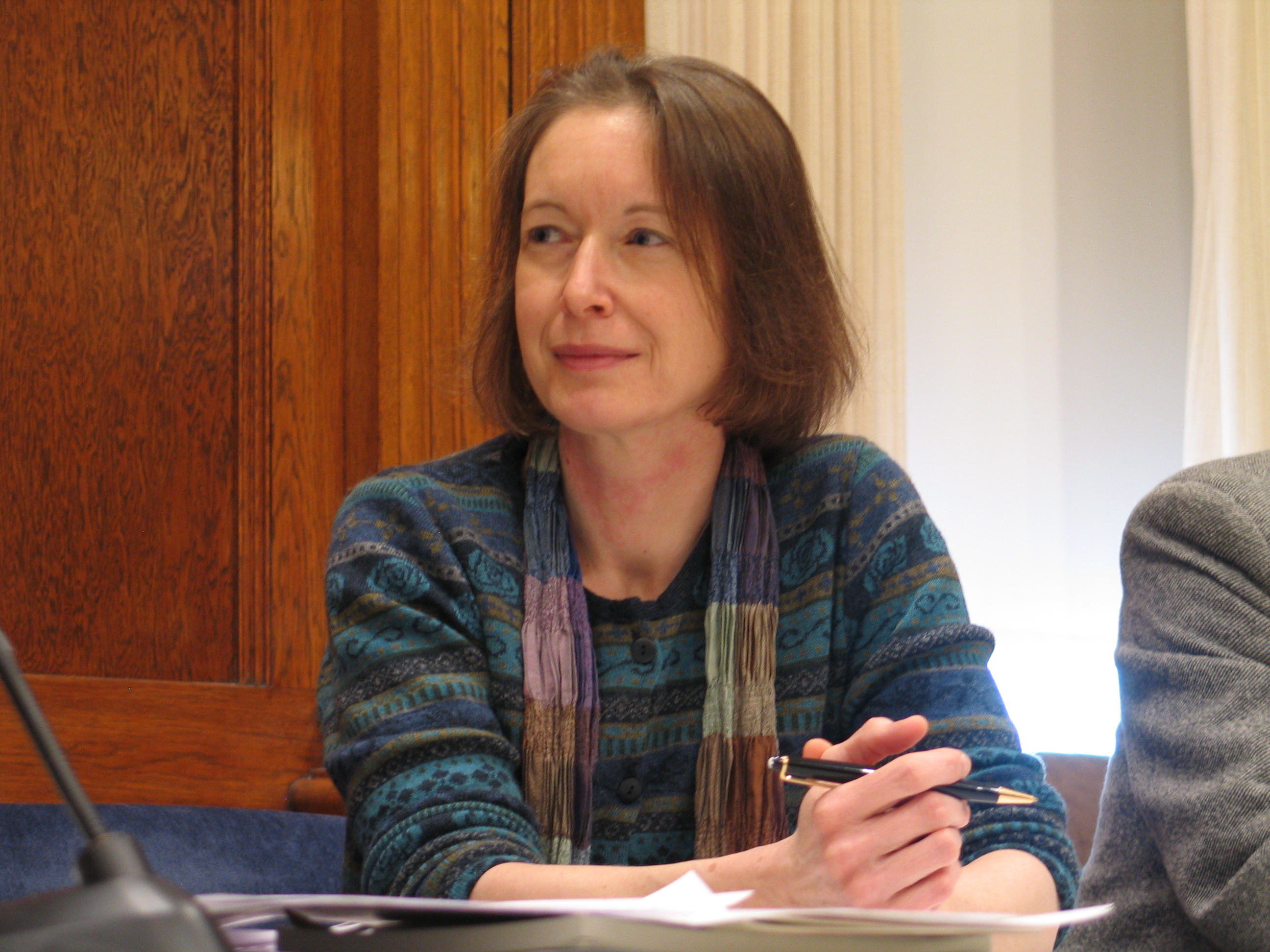
Henrieke Stahl (2020)

Henrieke Stahl (* 30. April 1970) ist eine deutsche Slawistin und seit 2003 Professorin für Slawistik an der Universität Trier.

## Leben und Wirken
Henrieke Stahl begann 1990 nach dem Abitur am Graf-Adolf-Gymnasium Tecklenburg das Studium der Slawistik, Philosophie und Germanistik an der Westfälischen Wilhelms-Universität Münster, das sie 1996 mit Auszeichnung abschloss. Im Jahr 2000 promovierte Henrieke Stahl in der Slawistik mit einer Dissertation zum Thema Renaissance des Rosenkreuzertums. Initiation in Andrej Belyjs Romanen „Serebrjanyj golub’“ und „Petersburg“.  Von 1996 bis 2001 war Henrieke Stahl wissenschaftliche Mitarbeiterin an der Universität Trier, von 2001 bis 2003 arbeitete sie als wissenschaftliche Assistentin an der Ruprecht-Karls-Universität Heidelberg.
Seit November 2003 ist Henrieke Stahl C3-Professorin für russische und polnische Literaturwissenschaft am Fachbereich II der Universität Trier.  2017 übernahm sie die Projektleitung in der DFG-Kolleg-Forschungsgruppe FOR 2603 Russischsprachige Lyrik in Transition: Poetische Formen des Umgangs mit Grenzen der Gattung, Sprache, Kultur und Gesellschaft zwischen Europa, Asien und Amerika (bis September 2021) und ist ihre Sprecherin. Stahl war Gründerin und fungiert als Mitherausgeberin der Internationalen Zeitschrift für Kulturkomparatistik (seit 2019). Sie ist zweite Vorsitzende der Kueser Akademie für Europäische Geistesgeschichte und Vertreterin der Universität Trier in der Gemeinsamen wissenschaftlichen Einrichtung der Universitäten Mainz, Oldenburg und Trier an der Kueser Akademie e.V.

## Preise und Auszeichnungen
- 2001: Förderpreises der Universität Trier für ihre Dissertation[2]
- 2016: Ehrenmitglied der Akademija Zaumi (Meždunarodnaja otmetina imeni otca russkogo futurista Davida Burljuka)[2]
- 2017: Nominierung durch die Deutsche Forschungsgemeinschaft zum Mitglied in der AcademiaNet, der Datenbank für exzellente Wissenschaftlerinnen in Deutschland[2]

## Veröffentlichungen in Auswahl
- Hrsg. Harald Schwaetzer, Hrsg. Henrieke Stahl-Schwaetzer: L’Homme Machine? Anthropologie im Umbruch. Ein interdisziplinäres Symposion. 1998 (Reihe: Philosophische Texte und Studien, Band 45) ISBN 978-3-487-10639-7
- Henrieke Stahl: Renaissance des Rosenkreuzertums. Initiation in Andrej Belyjs Romanen „Serebrjanyj golub’“ und „Peterburg“. In: Trierer Abhandlungen zur Slavistik. Hrsg. von Gerhard Ressel. Band 3. Frankfurt am Main: Peter Lang 2002  ISBN 3-631-38664-8
- Henrieke Stahl: Sophia im Denken Vladimir Solov’evs – eine ästhetische Rekonstruktion. Münster: Aschendorff, 2019. (Texte und Studien zur Europäischen Geistesgeschichte, Reihe B, Band 18) EAN 9783402160091
- The Lyrical Subject in Contemporary Russian Poetry. Edited by Henrieke Stahl. Special Issue: : Russian Literature. Volumes 109–110, Seiten 1–314 (November–December 2019).
- Sub‘‘ekt i liminal’nost‘ v sovremennoj literature. Subjekt und Liminalität in der Gegenwartsliteratur. Band 1: Granicy, porogi, liminal’nost‘ i sub‘‘ektivnost‘ v sovremennoj russkojazyčnoj poėzii. Herausgegeben von Henrieke Stahl und Ekaterina Friedrichs. (Neuere Lyrik. Interkulturelle und interdisziplinäre Studien. Band 8,1). 401 S. Berlin 2020.]
- Internationale Zeitschrift für Kulturkomparatistik, IZfK Band 2, 2021. Contemporary Lyric Poetry in Transitions between Genres and Media Herausgeber: Ralph Müller, Henrieke Stahl.